# Soufiane Sankhon
Pour les articles homonymes, voir Sankhon.
 (mai 2021).
La mise en forme du texte ne suit pas les recommandations de Wikipédia : il faut le « wikifier ».
Les points d'amélioration suivants sont les cas les plus fréquents. Le détail des points à revoir est peut-être précisé sur la page de discussion.
- Les titres sont pré-formatés par le logiciel. Ils ne sont ni en capitales, ni en gras.
- Le texte ne doit pas être écrit en capitales (les noms de famille non plus), ni en gras, ni en italique, ni en « petit »…
- Le gras n'est utilisé que pour surligner le titre de l'article dans l'introduction, une seule fois.
- L'italique est rarement utilisé : mots en langue étrangère, titres d'œuvres, noms de bateaux, etc.
- Les citations ne sont pas en italique mais en corps de texte normal. Elles sont entourées par des guillemets français : « et ».
- Les listes à puces sont à éviter, des paragraphes rédigés étant largement préférés. Les tableaux sont à réserver à la présentation de données structurées (résultats, etc.).
- Les appels de note de bas de page (petits chiffres en exposant, introduits par l'outil «  Source ») sont à placer entre la fin de phrase et le point final[comme ça].
- Les liens internes (vers d'autres articles de Wikipédia) sont à choisir avec parcimonie. Créez des liens vers des articles approfondissant le sujet. Les termes génériques sans rapport avec le sujet sont à éviter, ainsi que les répétitions de liens vers un même terme.
- Les liens externes sont à placer uniquement dans une section « Liens externes », à la fin de l'article. Ces liens sont à choisir avec parcimonie suivant les règles définies. Si un lien sert de source à l'article, son insertion dans le texte est à faire par les notes de bas de page.
- La présentation des références doit suivre les conventions bibliographiques. Il est recommandé d'utiliser les modèles {{Ouvrage}}, {{Chapitre}}, {{Article}}, {{Lien web}} et/ou {{Bibliographie}}. Le mode d'édition visuel peut mettre en forme automatiquement les références.
- Insérer une infobox (cadre d'informations à droite) n'est pas obligatoire pour parachever la mise en page.

Pour une aide détaillée, merci de consulter Aide:Wikification.
Si vous pensez que ces points ont été résolus, vous pouvez retirer ce bandeau et améliorer la mise en forme d'un autre article.
Soufiane Sankhon, né le 18 juillet 1974 à Strasbourg (67), est un karatéka et un homme politique français également connu pour son engagement public et son implication dans le secteur associatif. Il est le premier ex-international de karaté à être élu en France dans une ville de plus de 100 000 habitants.

## Biographie
Fils d’une mère d’origine marocaine née à Oran en Algérie et d’un père guinéen né à Conakry, ex-joueur professionnel de football, il grandit à Orléans.
Diplômé de l’Université d'Orléans en géographie humaine à la suite d’un cursus en urbanisme mention aménagement du territoire il obtient son brevet d’état d’éducateur sportif premier degré mention karaté en 2001. Par la suite, il valide le brevet d’état des métiers de la forme préparé au CFA des métiers du sport et de l’animation de la région Centre en 2005.
Entre 2003 et 2008, il est entraîneur de karaté combat pour la ligue du Val de Marne (94). Il est également entraîneur principal de l’équipe de la région Centre Val de Loire pour les Olympiades des métiers Worldskills France depuis 2005 à ce jour.
En 2004, il crée l’association Mission Sport au sein de laquelle il organise des stages et des initiations dans tous les quartiers prioritaires de la métropole d’Orléans, en maisons d’arrêt et dans le cadre de dispositifs d’insertion.
En 2008, il devient vice-président du CRIJ région Centre, vice-président de l’Association d’Animation Sociale Éducative et de Loisirs des Quartiers d’Orléans (ASELQO), président de l’Association Départementale d’Action pour les Gens du Voyage (ADAGV), secrétaire du Fond pour la Jeunesse Orléanaise (FJO).
En 2010, il est également élu à la présidence du karaté shotokan de Fleury les Aubrais et entre au bureau de la Fédération Nationale des Associations Solidaires d'Action pour les Tsiganes et les Gens du voyage (FNASAT).
En 2013, il est élu président de l’Arfassec-Formasat, CFA de la région Centre Val de Loire Sport-Animation-Tourisme.

### Carrière sportive
Il commence sa formation au CJF Karaté puis rejoint le Budokan Karaté Orléans. Alors qu'en 1998 il intègre l’équipe de France séniors de karaté, il est champion de France en 1999 et vainqueur de la coupe de France en 2000 et 2003. Deux fois médaille de bronze aux championnats d’Europe combat dans la catégorie des moins de 65 kg, il est vice-champion d'Europe en 1999 dans cette même catégorie à l’issue d’une finale contre Alexandre Biamonti.
Il remporte également avec son équipe de club, le Budokan Karaté Orléans, plusieurs titres de champion de France ainsi qu’une médaille de bronze à la coupe d’Europe des clubs.

## Grade et palmarès

### Grade
Il est ceinture noire 6e dan.

### Palmarès
| Année | Compétition           | Lieu     | Résultat | Catégorie |
| ----- | --------------------- | -------- | -------- | --------- |
| 1998  | Championnats d'Europe | Belgrade | 3éme     | - 65 Kg   |
| 1999  | Championnats d'Europe | Chalcis  | 2ème     | - 65 Kg   |
| 2000  | Championnats d'Europe | Istanbul | 3éme     | - 65 Kg   |

#### Championnats d'Europe individuels
- 1998 :
  -  Médaille de bronze en kumite individuel aux Championnats d'Europe moins de 65 Kg à Belgrade.
- 1999 :
  -  Médaille d'argent en kumite individuel aux Championnats d'Europe moins de 65 Kg à Chalcis.
- 2000 :
  -  Médaille de bronze en kumite individuel aux Championnats d'Europe moins de 65 Kg à Istanbul.

#### Championnats de France individuels
- 1998 :
  -  Médaille d'argent en kumite individuel aux championnats de France moins de 65 Kg.

- 1999 :
  -  Médaille d'or en kumite individuel aux championnats de France moins de 65 Kg.
- 2000 :
  -  Médaille d'argent en kumite individuel aux championnats de France moins de 65 Kg.
- 2001 :
  -  Médaille d'argent en kumite individuel aux championnats de France moins de 65 Kg.
- Vainqueur de la coupe de France en 2000 et en 2003.

#### Championnats par équipes de clubs
- Médaille de bronze en coupe d’Europe des clubs avec le Budokan Karaté d’Orléans en 2001.
- Médaille d'or en championnats de France par équipe avec le Budokan Karaté d’Orléans en 2001.
- Médaille d'or en championnats de France par équipe avec le Budokan Karaté d’Orléans en 2002.
- Médaille d'argent en championnats de France par équipe avec le Budokan Karaté d’Orléans en 2003.
- Médaille d'or en championnats de France par équipe avec le Budokan Karaté d’Orléans en 2004.

## Engagement public
Il est élu adjoint au maire de la ville d'Orléans chargé de la jeunesse et conseiller communautaire de 2008 à 2014. Il est réélu pour le mandat 2014 - 2020 et reconduit à ces postes auquel s'ajoute la délégation du sport.